# 高句麗論争
高句麗論争（こうくりろんそう）は、古代において朝鮮半島北部から満州南部を支配した高句麗が「朝鮮史」なのか「中国史」なのかという帰属をめぐる論争。

## 概要
高句麗は前1世紀頃から7世紀にかけて存在した国家・民族である。最盛期にはその支配領域は現在の中国東北地方（満州）南部から朝鮮半島中央部、さらにロシアの沿海地方の一部にまたがる地域まで広がっていた。そしてこの地域は19世紀後半以降、日本・中国・ロシアなど各国で争奪が繰り広げられた地域でもある。高句麗は、様々な異種族や亡命中国人集団などを含む複雑な社会であったが、東アジアで近代的な国民国家が形成されるに従い、この「旧高句麗領」の歴史が近現代の国民国家のどの国に「帰属」するのかが長年に渡り論争となってきた。
この論争は単なる歴史の議論に留まらず20世紀から21世紀にかけてしばしば政治的な課題としても耳目を集めた。2002年に中国で中国社会科学院と遼寧省・黒竜江省による共同大型プロジェクトである「東北辺彊の歴史と現状に対する系列研究プロジェクト」（東北工程）が開始し、その中で高句麗を含む東北（満州）の歴史は「中華民族」の歴史として組み込まれた。また、2003年には北朝鮮が高句麗の壁画古墳を世界遺産として申請したが、中国の反対によって実現しなかった。こうした高句麗の「帰属」問題は2000年代に中国、韓国の間で外交問題として現れた。
現代の歴史学者たちはこの論争自体もまた観察と研究の対象としている。

## 背景と経過

### 日本の大陸政策と満鮮史
近代において当初、高句麗を含む北東アジア史の研究を最も熱心に推し進めたのは日本であった。これは19世紀後半から20世紀初頭に戦われた日清・日露戦争に勝利した後、日本が朝鮮半島・満州へ勢力を拡大していったことによる。それに伴い、日本における朝鮮と満州の歴史研究も活発化した。そしてこの過程で日本と中国の歴史学者との間で満州を巡る「歴史論争」も行われている。
日本で満州・朝鮮の歴史研究を主導した白鳥庫吉や稲葉君山（稲葉岩吉）は、現実の日本の大陸政策への提言や日本がこの地方を支配することの歴史的正統性を意識しつつ研究を進めた。彼らの見解の中で重要な点は満州と朝鮮を不可分の領域として捉えていることであり、高句麗はそれを体現した存在と位置づけられることになった。白鳥や稲葉はそれぞれに朝鮮半島と満州の一体性を説き、日本の朝鮮半島支配を保証するには遼東半島の領有が必要であることを主張した。とりわけ稲葉君山はその歴史的正統性および過去の教訓としてまさに朝鮮半島から遼東半島を含む南満州を領有していた過去の王国である高句麗を参照した。彼は「半島存立の擁護にあたれる日本」は「遼東半島の確守」がぜひとも必要であり、これを同時に支配する「満韓一統の経営」を説いた。そして高句麗が遼東半島を支配して大陸勢力を撃退したことを「真に半島経略の範を後世に垂示するもの」として、はじめて「満韓一統の経営」を体現した高句麗の歴史から多くを学ばねばならないと述べている。稲葉はさらに満州と朝鮮の歴史的一体性を前提に、1907年（明治40年）に発表した論考において満州への朝鮮人の移住を「恰も故郷に帰へるが如き感想を抱えるもの少しとせず」とし、当然のことであると論じた。こうした満州と朝鮮を一体のものとして捉える枠組みは一般に満鮮史と呼ばれ、第二次世界大戦の終焉まで東洋史の一分野として研究された。
1907年（明治40年）、南満州鉄道株式会社総裁となる後藤新平の協力を得た白鳥庫吉は稲葉君山、池内宏や津田左右吉らとともに満鉄歴史調査部を発足させ、満州・朝鮮の歴史研究を進めた。稲葉君山による回想によれば、彼らは朝鮮総督府設置のおりに意見を求められ、その首都は満州と朝鮮の一体性の観点から京城（現：ソウル）では南すぎるため平壌が相応しく、名称も高麗総督府が望ましいとの見解を出した。この案は実現しなかったが、ここでいう高麗は首都を平壌とし満州経営との関係が見通されていることからも、後の高麗（王氏）ではなく高句麗を意識した名称であったと考えられる。
このような満州と朝鮮の一体性を巡る議論は、現実の政治に対応して様々に変容した。日本による韓国併合の後、1919年（大正8年）に朝鮮の独立運動である三・一運動が発生すると、独立運動派は歴史的な拠り所として檀君朝鮮以来の朝鮮民族の「光栄ある四千年」の歴史を奉じた。稲葉君山は日本による韓国の併合を「恩恵」と見る立場からこれを批判した。稲葉は、檀君朝鮮は実在性に乏しく、箕子朝鮮・衛氏朝鮮は漢人の植民地に過ぎないもので、高句麗や百済も「純粋の満州人」の王国であり、新羅は秦からの亡命者が作った国なので、「純粋の韓人より出て主権者の地位を占めたものは、絶無」であるとして朝鮮独立の歴史的正統性を否定した。一方で彼は当時多数見られた朝鮮人の満州移住は「民族的一大使命」であるとし、その文脈においては高句麗や百済を朝鮮民族の歴史に位置付けるべき事を主張していた。稲葉は「鮮人〔ママ〕は、その伝統的と思はる、新羅本位の歴史観を放棄して、三国一体の本然に返へらねばならない。」「若し、朝鮮民族を広義に考へて、新羅統一以前の三国時代を基礎といたしますれば、朝鮮の領土を満州迄及ぼすことが出来るのである」と述べている。ただし、稲葉の議論においては高句麗や百済はあくまで満州人の一派とされており、それを朝鮮民族の歴史とするのは、「今日の朝鮮民族の中には多数の満州民族が包含されて居る」からで「広義には」そう見ることもできるという理由であった。

#### 満州事変と満州「帰属」問題における高句麗の位置
1931年（昭和6年）の満州事変とその後の満州国建国は外交問題として満州の帰属を巡る論争を日本と中国との間で引き起こした。日本の学者が満州がそれ自体独自の歴史を持った空間であり中国の一部ではないという議論を継続的に進めていた一方、満州事変と満州国建国を切っ掛けに中国の学者たちは満州を中国の東北として中国本土と歴史的に不可分の一体性を持つと位置付ける研究を積極的に推進しはじめた。こうして日中間における満州の歴史的帰属を巡る論争が活発になると、自然その歴史の一部を構成する高句麗の捉え方についても議論が行われた。
当時満州国の建国大学教授となっていた稲葉君山は、古代から満州国に至る連続した「通史」の確立を試みた。その中でツングースと呼ばれていた満州国領土内の諸民族はおおよそ同一民族であり、漢民族とは全く系統の異なる「満州民族」と呼称すべきことを主張し、この文脈の中で高句麗の歴史も紀元前から満州国にいたる連続したツングース系「満州民族」の歴史として、中国史からは独立して位置付けられた。一方で「東北史研究の開拓者」とも言われる中国の学者金毓黻は高句麗を「東北史」を構成した主要民族である夫余系の国家であるとし、中国史の一部とした。上記のように、高句麗史の帰属は満州国の歴史的正統性を巡る日本と中国の間の政治問題において重大な問題として取り扱われた。
この頃、満州国と日本の歴史的一体性（日満一体）を追求する議論も進められ、国策として満州における歴史・考古学的調査も活発に行われた。とりわけ重視されたのは渤海であった。渤海を満州国の歴史と位置付けた上で、日満関係は「今日俄かに始まったものではなく」、「一千二百年前の国交が復活したもの」であるとされ、こうした満州の歴史・考古研究は「渤海国民の血が脈々と流れる」満州国と日本の関係の正統性を中国をはじめとした諸国に正しく認識させるために必要なものであるとされた。発掘調査に参加した学者原田淑人は「二百有余年に亘る此我両国往来の内に渤海国人で我国に帰化する者も多く、我国人が渤海に帰化したのも少なくなかった。従って日満両国人の血は千二百年の昔から繋がっていたので、今更日満親善を事新しく説立てるなど寧ろおかしい位にも思はれる。」と述べている。
こうした「日満一体」の理解を前提として、さらに「日本と一体である満州」と朝鮮も政治・経済・軍事において不可分の領域であるとする「鮮満一如」というキャッチフレーズが朝鮮総督府や関東軍を中心に唱えられた。考古学者藤田亮策は考古学的観点から朝鮮と満州の間に境界は無く高句麗・百済・新羅、さらに日本は共通した文化的性格を有していたとし、とりわけ高句麗を「鮮満一如」を体現した存在として重視している。また言語学者河野六郎は、高句麗語をはじめとする夫余（扶余）族の言語がツングース語である満州語に近い言語であり、さらに朝鮮語もこれらと同祖の言語であるとして、言語学的見地から「鮮満一如」を支持した。
上記の通り満鮮史の観念は20世紀初頭の日本の朝鮮・満州支配と密接に関わって発達し、その中で実際に朝鮮と満州を一体のものとして支配した事実上唯一の勢力である高句麗は、この枠組みに根拠を与える存在として重視された。歴史学者井上直樹は「満鮮史の対象は歴史的・地理的、そして当該期の政治的情勢からみれば、高句麗のみを根拠とする歴史地理的空間であったといえるのである。多少の誤解を恐れずにいえば、満鮮史は高句麗史であったということになろう。」と評している。
なお、満州と朝鮮を一体の枠組みで扱う満鮮史の観点は、一方では独立した満州国の存在とは矛盾するものでもあり、日本の歴史研究において長い伝統を持つ朝鮮史、満州史という枠組みを崩して確固たる地位を築くことはなかった。ただし、満州史の枠組みにおいても矢野仁一や和田清らは、中国が満州を領有したことは一度もなく満州は中国とは別の独立した世界であることを積極的に主張した。最終的に第二次世界大戦における日本の敗北によって大陸から日本の勢力が一掃されると、こうした満州を巡る日本歴史学の枠組みは存立基盤を喪失し、日本の戦後歴史学の発展の中に痕跡を残しつつ消滅していくこととなった。

### 韓国・北朝鮮と中国の高句麗史「帰属」問題
第二次大戦後、朝鮮半島には韓国・北朝鮮が成立し、満州（東北地方）は中国の統治下に入った。この結果、旧高句麗領に相当する地域は鴨緑江を境に中国と北朝鮮という現代の国家にそれぞれ統治されることとなった。戦後中国では高句麗史研究は低調であった。これは冷戦構造の中において資本主義陣営に対抗する必要があった中国では国境問題などに発達しかねない高句麗史研究についての議論が避けられたことなども影響していたという。こうした高句麗史研究の停滞の中で、中国では日本やソ連の朝鮮史研究が大いに参照され、その結果として高句麗に言及する際にはこれを朝鮮史とする枠組みが使用された。また、首都が国内城から平壌に移った427年を境に、それ以前を中国史、以後を朝鮮史とする「一史両用論」も有力であった。
しかし、文化大革命の後、1980年代には、中国の歴史を漢民族の発展過程ではなく、諸民族が糾合して「中華民族」を形成する過程として捉える理解の中で高句麗史を中国史の一部に位置付ける学説が発達した。
一方で韓国や北朝鮮は当然のこととして高句麗を自国史に位置付けていた。1990年代に入り中国の高句麗史研究はさらに進展し、また中国全域や東アジア各国の学者が参加する高句麗史の学術会議が開催されるようになると、韓国・北朝鮮と中国の高句麗史の位置付けを巡る見解相違が実際的な議論として浮上するようになった。
井上直樹によれば、その端緒は1993年に吉林省集安で開催された高句麗文化国際学術討論会であった。この討論会は台湾・香港まで含む東アジア各国の研究者が参加したものであった。討論会において北朝鮮の学者朴時亨は高句麗史を中国史に位置付ける中国の歴史研究に対する批判を行い、韓国の研究者は朴の見解を支持する記事を新聞等に発表した。これに対して中国の主だった研究者たちは韓国・北朝鮮の研究者たちの考えを「侵略的な」「領土要求と結びついた」反動的なものと理解し、各種の反論が行われた。この中でより積極的に高句麗を中国史に位置付ける見解が発達していった。2001年には北朝鮮が高句麗の壁画古墳をユネスコの世界文化遺産に登録申請したことによって現実の政治上の問題として高句麗の帰属問題が浮上するに至った。中国の学者の間ではこれを「政治的行為」と批判する声が上がり、中国政府は北朝鮮に共同申請を打診したが北朝鮮は当初これを拒否したという。
2002年2月、中国で中国社会科学院と遼寧省・黒竜江省による共同大型プロジェクトである「東北辺彊の歴史と現状に対する系列研究プロジェクト」（東北工程）がスタートした。これは中国東北史研究に対する「一部の国家の研究機構と学者」からの「挑戦」に対応し、さらに中国東北史の研究を促進させるための研究プロジェクトと位置付けられていた。これによって組織的かつ大々的な研究が行われ、2003年末頃に「高句麗は古代中国にいた少数民族である夫余人の一部が興した政権」であり、「高句麗は中国の一部であり自国の地方政権である」との見解が中国国外に知れ渡ることになった。
韓国の渤海史学者宋基豪はこれを中国による高句麗史の「強奪」と表現し、国際社会において高句麗史が韓国史（朝鮮史）であることを主張する必要を訴えた。韓国の17の歴史学会は2003年11月に「中国の高句麗史歪曲対策学術会議」（高句麗史歪曲共同対策委員会）を開催し、中国に対して「歴史歪曲」の即時中断を求め、韓国政府に対しては厳重な抗議の実施や、高句麗を含む古代東北アジア史の研究拠点の設立を求めた。さらに韓国ではマスコミが各種の反対キャンペーンを繰り広げるとともに、市民レベルでも大きな反響を呼び、署名運動や抗議活動が熱烈に繰り広げられた。この署名運動では20日間のうちに100万人を超える署名が集まった。市民団体によって、高句麗の中国史編入を批判する英文文書のユネスコへの送付や、在韓中国大使館への抗議文提出が行われ、2004年3月には韓国政府の支援の下、組織的な研究を行うための高句麗研究財団が設立された。
韓国政府内でも「高句麗史歪曲」に関する協議が行われ外交的処置がとられた。このような事態の進展を受けて、2004年8月に中国と韓国の外交関係者は、両国の友好関係の維持、歴史論争の政治問題化回避、中国は高句麗の記述に際して韓国の関心に理解を示すこと、問題は学術交流によって解決されるべきことなどを約した口頭了解覚書を締結した。以降、東北工程を巡る政治問題は沈静化へと向かい、その後の外交関係への配慮から中国では東北工程自体が尻すぼみとなって2007年に静かに終了を迎えた。以降、中国では高句麗史の中韓両属論も積極的に主張されるようになり、韓国では高句麗研究財団が役割を終えて、2006年9月により広範な「歴史問題」を取り扱う東北亜歴史財団が新たに発足した。

### 高句麗と一国史を巡る展望
上記に述べたような高句麗がどの国の歴史に「帰属」するかと言う問いは、最終的には現代に政治的実体として存在する（した）国家または民族と連続しているかどうかと言う枠組みでの問題提起である。しかし、20世紀の歴史学や関連諸学の発展は近現代のネイション（国民/民族）が悠久の昔から連続した一体性をもって継続してきたという観念を崩している。ベネディクト・アンダーソンはネイションを「想像の政治共同体」と位置付け、それが近代に印刷技術に支えられた言語、行政機構等を媒介に人々の心の中に「想像」されることで造られた新しい存在であるとした。一方でアントニー・D・スミス等はネイションの形成における「保存された過去」「伝統」の重要性を指摘しているが、それでも歴史上のある「民族（エトニ/エトノス）」「国家」が現代の民族・国家と連続した同質的な共同体とはしない。
高句麗史研究もこうした研究動向と無縁ではなく、「朝鮮民族の歴史」「中華民族の形成過程」として高句麗史を描く一国史の視座は克服すべき対象とされる。現代歴史学のいわゆる朝鮮史の枠組みは現代の中国と朝鮮の国境を基盤としており、この国境線を成立させた李氏朝鮮（朝鮮王朝）時代以降、歴史的に形成されたものである。そして朝鮮史は李氏朝鮮以前に朝鮮半島を舞台に活動したあらゆる諸国・種族の歴史を内包して組み立てられており、多くの場合高句麗史は朝鮮史の枠組みにおいて取り扱われる。この朝鮮史の枠組みは「朝鮮（韓）民族」や現代に存在するいずれかの国家と、歴史的に存在した特定の勢力との連続性に依拠したものではない。従って、高句麗史は朝鮮史の体系に含まれるが、高句麗が存在した同時代においては高句麗は高句麗であって、それ以外の何物でもなかったものとして把握される。この様に現代歴史学の観点からは高句麗がいずれの国家（ネイション）の歴史に帰属するかという問題設定自体が積極的な意味のあるものではない。歴史学者矢木毅は、高句麗は「中国史」か「朝鮮史」かという二者択一は結局のところは個々人の「世界観」の問題であるが、歴史学の立場からは「近代国家成立以前の領域に近代国家の領域観を押し付ける、極めて不毛な論争と言わざるを得ない。」と述べる。
高句麗のような現代の国境線と一致しない過去の国家を研究するにあたり、一国史の視座からそれを理解しようとする努力には自ずと限界があり、より発展的に研究を進めるためには広範な東北アジア史的視座が必要である。井上直樹は、第二次世界大戦以前に興隆した満鮮史の枠組みは上述の通り日本の大陸政策との密接な関わりの中で成立していたが、現代の国境線を越えた枠組みという現在の高句麗史の研究が必要とする視座を有しており、「満鮮史的視座から高句麗史を捉え直すことも有効ではないかと思われる」と述べる。一方で、満鮮史は日本の朝鮮・満州支配を前提とし、この地域に古代から現代にいたる通時的な連続性を設定しようという試みでもあったが、こうした歴史地理的空間の設定はつとめてあやふやであり通時的な連続性を想定することには慎重にならざるをえないであろうとも述べている。
韓国・中国の研究者の間ではなお連続的な「自国史」に高句麗を位置付けることを前提とした論説が盛んであるが、近年では韓国でも一国史の枠組みによる叙述に批判的な見解が提出されており、韓国の中国史学者金翰奎は古朝鮮・夫余・高句麗・渤海・遼・金などをともに中国史とも朝鮮史とも異なる「遼東史」というカテゴリーの中で捉える事を提唱した。